# フランソワ・フィヨン

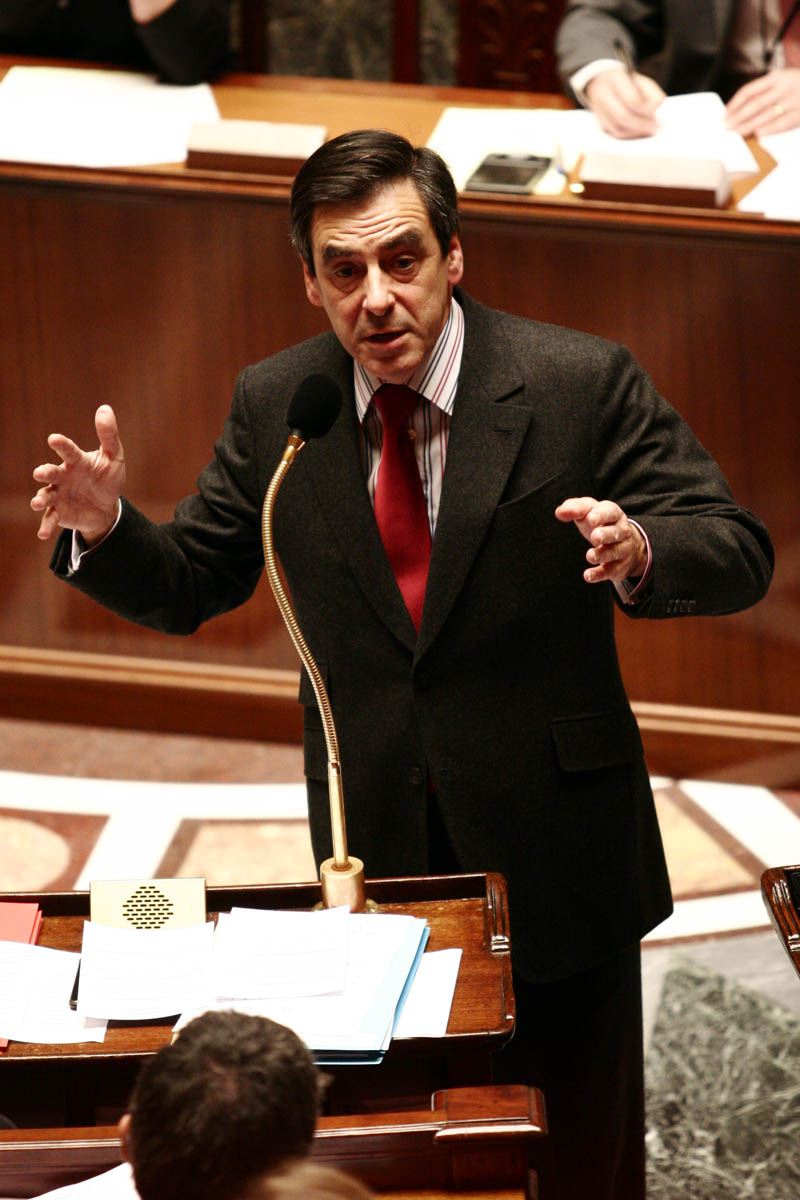
フランソワ・フィヨン

フランソワ・シャルル・アマン・フィヨン（フランス語: François Charles Amand Fillon、1954年3月4日 - ）は、フランスの政治家。ニコラ・サルコジ政権で第19代フランス首相を務めた。所属政党は共和党。サルト県ル・マン出身。

## 来歴
スブレのブリ家のドミニク・ドゥ・ヴィルパンのいとこに当たるバスク史家アニー・スレと、ヴァンデ出身の公証人のミシェル・フィヨンの長男として誕生する。3人の弟のピエール、ドミニク、アルノーと共に、サルト県の小さな町で育つ。ピエールは2014年現在フランス西部自動車クラブ会長、ドミニクはジャズ・ピアニスト。アルノーは交通事故で亡くなっている。ル・マンのノートルダム・ドゥ・サント＝クロワ高校を卒業し、1972年に哲学のバカロレアを取った。
フィヨンはその後、メーヌ大学でクリスチャン・フィリップ（政治家）のもとで学び、1976年に公法のマスターを取得した。翌年、パリ第5大学で公法の博士課程研究免状を、また国立政治学研究院（Fondation nationale des sciences politiques）で政治学の博士課程研究免状を得た。
その後、ジャーナリストになるために、3年間フランス通信(AFP)で研修を受ける。早くに政治家としてのキャリアを開始する。
1980年6月28日には、ウェールズ出身のペネロプ・クラルクと結婚。マリー、シャルル、アントワーヌ、エドワール、そして、アルノの5児をもうける。1983年から2001年までサブレ＝シュル＝サルト市長。
2002年ジャン＝ピエール・ラファラン内閣の労相（社会問題・労働・連帯相）として入閣する。労相としては、週35時間労働制の緩和を内容とする「賃金・労働時間・雇用促進法」（フィヨン法、Loi Fillon）制定を実現した。2004年高等教育・研究相に就任し、バカロレアの改革を含むフィヨン教育法を制定し論争の的となった。2005年ドミニク・ド・ヴィルパン内閣には入閣せず、同年サルト県から上院（元老院）議員に選出された。
2007年フランス大統領選挙では、ニコラ・サルコジの選挙参謀を務め、サルコジの下、首相就任へと至った。サルコジ政権下での唯一の首相であり、2012年、サルコジの大統領任期切れとともにフィヨンも首相を退任した。
2013年春の叙勲で、日本政府より旭日大綬章を授与された直後、ツイッター上で2017年フランス大統領選挙への出馬表明。所属党派内からは『党の団結を乱す身勝手な言動』として批判を受けたが、2016年11月にフランス共和党を中心とする中道右派陣営の大統領候補予備選挙でアラン・ジュペを下し、中道右派陣営の有力候補に名乗りを上げた。
2017年1月下旬に妻や2人の子供に対して秘書としての勤務実態が無いにも関わらず多額の報酬を支払っていた疑惑が浮上し、支持率が降下。3月14日には公金横領などの罪で訴追されたが、大統領選からは撤退しなかった。大統領選挙には出馬したものの4月23日の第1回投票では決選投票に残れず、敗北宣言しエマニュエル・マクロン支持を表明した。
2020年6月30日、パリの裁判所は、公金横領などの罪でフィヨンに禁錮5年（うち2年実刑）、妻に執行猶予付き禁錮3年、そして2人それぞれに罰金37万5千ユーロの判決を言い渡した。2022年5月9日、控訴院は一審判決を見直し、フィヨンに禁錮4年（うち1年実刑）、妻に執行猶予付き禁錮2年を言い渡した。

## 政治家としてのキャリア

### 初期
- 1976年 - 1977年 : サルト県選出の下院議員であるジョエル・ル・トゥル（フランス語版）の公設秘書を務める。
- 1977年 - 1978年 : 運輸大臣ジョエル・ル・トゥル事務所の事務局長。
- 1980年 : ジョエル・ル・トゥルが防衛大臣に就任。
- 1981年 : 産業大臣ミシェル・ジロー（フランス語版）の事務所で法務局・議会担当局の局長を務める。

### 地方議員
- 1981年 : ジョエル・ル・トゥルの死去に伴い、サブレ＝シュル＝サルト市議会議員に出馬。当選し、1986年まで務める。途中、経済担当の市助役にも就任。
- 1983年3月 - 2001年 : サブレ＝シュル＝サルト市長。
- 1981年2月 - 1998年 : サブレ＝シュル＝サルト郡からサルト県県会議員。
  - 1985年3月 :サルト県の県議会副議長。
  - 1992年 - 1998年 : サルト県、県議会議長。
- 1998年以降 : ロワール地域の地方議員。
  - 1998年4月 - 2002年5月 : ロワール地域の地方議会議長。
- 2001年以降 : サルト県の自治体ソレム市議会議員。
- サブレ・シュル・サルトの地域共同体の議長。
- 彼は、1981年から2002年まで下院議員であったサルト県の第5選挙区の、総選挙立候補者である。

### 国会議員
- 1981年、ジョエル・ル・トゥルの死去に伴い、サルト県第4選挙区から出馬、当選する。当時27歳であり、下院最年少議員となった。同じく若手議員であったフィリップ・セガンと親しくなる。
- 国民議会総選挙ではサルト県第4選挙区で2007年まで7選（2002年ならびに2007年はエロー内閣農相のステファヌ・ル・フォル（フランス語版）を破っている）。2012年は落下傘候補としてパリ第2選挙区から出馬、8選を果たしている。
- 防衛委員会のメンバーである（1986年から1988年まで委員長を務める）。
- 仏タイ友好委員会グループの委員長である。
- 2005年9月18日以降、サルトのUMP所属の上院議員。第1回投票では54,9％を獲得した。首相就任。

### 大臣
- 1993年4月 - 1995年 : エドゥアール・バラデュール内閣においてフランス高等教育・研究大臣。
- 1995年5月 - 1997年6月 : アラン・ジュペ第1,2内閣で、環境・開発・エネルギー・運輸相、そして郵政相に任命される。
- 2002年5月 - 2004年3月 : ジャン＝ピエール・ラファラン第1,2そして第3内閣でフランス社会問題・労働・連帯大臣。彼がこの政府の間に行った年金制度改革はフィヨン法と呼ばれており、フランス国民の一部からは大きな反発を買った。彼はまた、週35時間労働制の改正も行う。
- 2004年3月 - 2005年6月 : 2004年、ジャン＝ピエール・ラファラン第3内閣時にフランス高等教育・研究大臣に任命される。彼が行った法改正の一つが、2005年春、高校生による多大な抗議行動を呼び起こした。そのため、多くの高校がふさがれ、占拠された。フランソワはバカロレアに関する一部改正を破棄し、法案の残りに投票を求めた。

## 政策・主張
- 歳出削減による財政再建
- 移民の制限
- ロシアとの関係を再構築[8]